# Łazar Epsztajn
Łazar Epsztajn (lit. Lazaris Epšteinas; ur. 3 marca?/15 marca 1866 w Lidzie, zm. 1944 w Ponarach) – litewski lekarz i działacz społeczny żydowskiego pochodzenia, poseł na Sejm Republiki Litewskiej (1926–1927).

## Życiorys
Po ukończeniu gimnazjum w Jeketerynosławiu studiował medycynę na uczelniach w Bonn i Strasburgu. Stopień doktora nauk medycznych uzyskał w 1917 na Uniwersytecie Dorpackim.
W 1921 pracował jako lekarz w poselstwie litewskim w RFSRR. W latach 1921–1923 był dyrektorem Wydziału Sanitarnego Departamentu Zdrowia Republiki Litewskiej.
W latach 1922–1925 zasiadł w radzie miejskiej w Szawlach. W 1925 wybrano go radnym Kowna. W tym samym roku rozpoczął pracę jako lekarz w szkole samorządowej, gdzie stworzył centrum medyczne. Był założycielem Kasy Chorych w Kownie, w której pracował od 1929. Działał w Litewskiej Partii Socjaldemokratycznej (LSDP). W latach 1925 i 1931 był wybierany w skład jej Komitetu Centralnego. 19–20 czerwca 1926 uczestniczył w Bałtyckiej Konferencji Socjaldemokratycznej w Rydze. W wyborach w 1926 wybrany w skład Sejmu III kadencji.